# Gare de Vernosc-lès-Annonay
La gare de Vernosc-lès-Annonay, anciennement appelée la gare de Midon, est une ancienne gare ferroviaire française de la ligne de Firminy à Saint-Rambert-d'Albon située sur la commune de Vernosc-lès-Annonay, dans le département de l'Ardèche en France.
Elle est mise en service en 1869, ferme aux voyageurs en 1958 puis aux marchandises en 1987.

## Situation ferroviaire
La gare de Vernosc-lès-Annonay est située au point kilométrique (PK) 70,191 de la ligne de Firminy à Saint-Rambert-d'Albon, entre les gares fermées d'Annonay et de Peyraud.

## Histoire
La gare de Midon est mise en service le 29 octobre 1869, lors de l'ouverture du premier tronçon entre Saint-Rambert-d'Albon et Annonay,. En 1919, elle est rebaptisée Gare de Vernosc-lès-Annonay.
Au cours des décennies suivantes, elle a connu divers changements d'importance. Le trafic de passagers a atteint son apogée dans les années 1920,, avant de commencer à décliner progressivement. La fermeture officielle de la gare au service des voyageurs a eu lieu le 1er juin 1958, faute de rentabilité,. Le service de fret continuera de rouler jusqu'au 6 novembre 1987,,.
En 1990, une journée d'adieu a été organisée par l'Association des Modélistes et Amis du Rail Vivarois, permettant à plus de mille personnes de revivre l'expérience des voyages en train des années 1950, rendant ainsi hommage à la gare qui avait été fermée.

## Patrimoine ferroviaire
Bien que les infrastructures ferroviaires aient été largement abandonnées, des initiatives locales visent à préserver la mémoire de cette gare. L'ancienne gare, désormais transformée en restaurant appelé "Au Wagon",,,,, sert de point de départ pour la Via Fluvia, une voie verte qui suit l'ancienne ligne de chemin de fer,,,.
La gare et ses alentours sont souvent le site d'événements commémoratifs et d'activités culturelles, attirant les passionnés de chemin de fer et les historiens,,.